# Llista de topònims de Vacarisses
Llista de topònims (noms propis de lloc) del municipi de Vacarisses, al Vallès Occidental
Informació actualitzada per un bot. Els canvis manuals es perdran quan s'actualitzi!

## arbre singular
| imatge | Nom                    | Ubicat a   | instància de   | Detalls                                                         | coordenades                                                                                                  | Protecció | Commons (més fotos)   | Dades a WD                    |
| ------ | ---------------------- | ---------- | -------------- | --------------------------------------------------------------- | --- | --------- | --------------------- | ----------------------------- |
|        | alzina de Can Mimó     | Vacarisses | arbre singular | Taxon: alzina (Quercus ilex) Anomenat per: Mimó                 | 41° 34′ 42″ N, 1° 54′ 55″ E / 41.578415°N,1.915221°E ca:Masia del Mimó, al sector sud del terme              |           |                       | Modifica les dades a Wikidata |
|        | roure de can Torrella  | Vacarisses | arbre singular | Taxon: Quercus (Quercus) Estat: bon estat                       | 41° 35′ 00″ N, 1° 54′ 19″ E / 41.58332°N,1.90536°E ca:Sector sud del terme, prop de la masia de can Torrella |           | Roure de Can Torrella | Modifica les dades a Wikidata |
|        | roure de tres branques | Vacarisses | arbre singular |                                                                 | 41° 35′ 11″ N, 1° 55′ 01″ E / 41.58636°N,1.91706°E ca:Urbanització de Torreblanca                            |           |                       | Modifica les dades a Wikidata |
|        | teix de l'Obac         | Vacarisses | arbre singular | Taxon: teix (Taxus baccata) Ample: 6m Alt: 18m Perímetre: 1.62m | 41° 36′ 56″ N, 1° 56′ 47″ E / 41.615506°N,1.946255°E ca:Carena del Teix, a l'urbanització dels Caus          |           | Teix de l'Obac        | Modifica les dades a Wikidata |

## barraca de vinya
| imatge | Nom                                                                | Ubicat a   | instància de     | Detalls                                      | coordenades | Protecció                   | Commons (més fotos)                 | Dades a WD                    |
| ------ | ------------------------------------------------------------------ | ---------- | ---------------- | -------------------------------------------- | --- | --------------------------- | ----------------------------------- | ----------------------------- |
|        | Barraca de pedra seca de la Barromba                               | Vacarisses | barraca de vinya |                                              | | bé cultural d'interès local |                                     | Modifica les dades a Wikidata |
|        | Barraca de pedra seca de la zona de la Torrella 3                  | Vacarisses | barraca de vinya |                                              | | bé cultural d'interès local |                                     | Modifica les dades a Wikidata |
|        | Barraca de pedra seca de la zona de la Torrella Orpina             | Vacarisses | barraca de vinya |                                              | | bé cultural d'interès local |                                     | Modifica les dades a Wikidata |
|        | Barraca de pedra seca de la zona de la Torrella darrera el Polígon | Vacarisses | barraca de vinya |                                              | | bé cultural d'interès local |                                     | Modifica les dades a Wikidata |
|        | barraca de cal Jepó                                                | Vacarisses | barraca de vinya | Estil: arquitectura popular                  | 41° 36′ 47″ N, 1° 53′ 40″ E / 41.61305°N,1.89456°E ca:Prop de la urbanització El Fresno                          |                             |                                     | Modifica les dades a Wikidata |
|        | barraca de can Torrella                                            | Vacarisses | barraca de vinya | Estil: arquitectura popular                  | 41° 35′ 11″ N, 1° 54′ 36″ E / 41.58646°N,1.90996°E                                                               |                             |                                     | Modifica les dades a Wikidata |
|        | barraca de pedra seca de la zona de la Torrella 1                  | Vacarisses | barraca de vinya | Estil: arquitectura popular                  | 41° 34′ 59″ N, 1° 54′ 16″ E / 41.583066°N,1.904448°E 375 msnm                                                    | bé cultural d'interès local | Barraca de la Vinya del Mandingo    | Modifica les dades a Wikidata |
|        | barraca de pedra seca de la zona de la Torrella 2                  | Vacarisses | barraca de vinya | Estil: arquitectura popular Estat: bon estat | 41° 34′ 58″ N, 1° 54′ 13″ E / 41.58282°N,1.90358°E ca:A l'Obaga negra, prop de la masia de can Torrella 375 msnm | bé cultural d'interès local | Barraca del Roure de can Torrella 2 | Modifica les dades a Wikidata |
|        | barraques de pedra seca de Vacarisses                              | Vacarisses | barraca de vinya |                                              | 41° 36′ 01″ N, 1° 55′ 06″ E / 41.60027777777778°N,1.9183333333333337°E                                           |                             |                                     | Modifica les dades a Wikidata |

## casa
| imatge | Nom           | Ubicat a   | instància de | Detalls                     | coordenades                                                                                                  | Protecció                   | Commons (més fotos)          | Dades a WD                    |
| ------ | ------------- | ---------- | ------------ | --------------------------- | --- | --------------------------- | ---------------------------- | ----------------------------- |
|        | Cal Jepó      | Vacarisses | casa         |                             | 41° 36′ 41″ N, 1° 53′ 38″ E / 41.61143°N,1.89392°E ca:Prop de l'urbanització el Fresno i de l'autopista C-16 |                             |                              | Modifica les dades a Wikidata |
|        | Cal Pau Gran  | Vacarisses | casa         |                             | 41° 36′ 29″ N, 1° 54′ 11″ E / 41.60818°N,1.90301°E ca:Prop de la carretera de la Bauma (BV-1212), al Km. 2.  |                             |                              | Modifica les dades a Wikidata |
|        | Can Ferrevell | Vacarisses | casa         | Estil: arquitectura popular | 41° 36′ 26″ N, 1° 55′ 02″ E / 41.607139°N,1.91723°E ca:C. de l'Església, 2 380 msnm                          | bé cultural d'interès local | Cal Ferrer Vell (Vacarisses) | Modifica les dades a Wikidata |

## curs d'aigua
| imatge | Nom                 | Ubicat a                                            | instància de | Detalls                               | coordenades                                                                                               | Protecció | Commons (més fotos) | Dades a WD                    |
| ------ | ------------------- | --------------------------------------------------- | ------------ | ------------------------------------- | --- | --------- | ------------------- | ----------------------------- |
|        | riera de Sant Jaume | Vacarisses Olesa de Montserrat Viladecavalls Abrera | curs d'aigua | Desemboca: riera de Gaià              | 41° 34′ 30″ N, 1° 55′ 12″ E / 41.5749°N,1.92003°E                                                         |           |                     | Modifica les dades a Wikidata |
|        | torrent del Llor    | Vacarisses Terrassa Viladecavalls                   | curs d'aigua | Desemboca: riera de Gaià Llarg: 8.6km | 41° 36′ 37″ N, 1° 57′ 23″ E / 41.610262°N,1.956308°E 41° 33′ 56″ N, 1° 58′ 12″ E / 41.565538°N,1.969957°E |           |                     | Modifica les dades a Wikidata |

## edifici
| imatge | Nom                                 | Ubicat a   | instància de | Detalls      | coordenades | Protecció | Commons (més fotos) | Dades a WD                    |
| ------ | ----------------------------------- | ---------- | ------------ | ------------ | --- | --------- | ------------------- | ----------------------------- |
|        | Baixador de Torreblanca             | Vacarisses | edifici      | 20th century | 41° 35′ 13″ N, 1° 55′ 01″ E / 41.58681°N,1.91686°E ca:Urbanització de Torreblanca, al sector sud. Prop del Passeig de l'Estació |           |                     | Modifica les dades a Wikidata |
|        | Casilla de ferroviaris (el Fresno)  | Vacarisses | edifici      |              | 41° 36′ 44″ N, 1° 53′ 45″ E / 41.61222°N,1.89582°E ca:A prop de l'urbanització del Fresno                                       |           |                     | Modifica les dades a Wikidata |
|        | Casilla dels ferroviaris (l'Orpina) | Vacarisses | edifici      | 20th century | 41° 35′ 39″ N, 1° 53′ 57″ E / 41.59416°N,1.89916°E ca:Urbanització de can Serra, prop de la font de l'Orpina                    |           |                     | Modifica les dades a Wikidata |

## entitat singular de població
| imatge | Nom                             | Ubicat a   | instància de                                                                   | Detalls  | coordenades                                                                   | Protecció | Commons (més fotos)             | Dades a WD                    |
| ------ | ------------------------------- | ---------- | ------------------------------------------------------------------------------ | -------- | ----------------------------------------------------------------------------- | --------- | ------------------------------- | ----------------------------- |
|        | Bonavista                       | Vacarisses | entitat singular de població                                                   | 38 hab   | 41° 36′ 05″ N, 1° 55′ 04″ E / 41.601504437949°N,1.9176856602573°E 390 msnm    |           |                                 | Modifica les dades a Wikidata |
|        | Ca l'Oliva                      | Vacarisses | entitat singular de població                                                   | 26 hab   | 41° 36′ 22″ N, 1° 53′ 52″ E / 41.606009°N,1.897828°E 293 msnm                 |           |                                 | Modifica les dades a Wikidata |
|        | Camí de la Creu                 | Vacarisses | entitat singular de població                                                   | 151 hab  | 41° 36′ 26″ N, 1° 51′ 57″ E / 41.6071133419887°N,1.86593282924098°E 231 msnm  |           |                                 | Modifica les dades a Wikidata |
|        | Can Serra                       | Vacarisses | entitat singular de població                                                   | 1980 hab | 41° 35′ 52″ N, 1° 53′ 26″ E / 41.59777°N,1.890569°E 280 msnm                  |           | Can Serra (Vacarisses)          | Modifica les dades a Wikidata |
|        | Polígon industrial Can Torrella | Vacarisses | entitat singular de població polígon industrial                                | 0 hab    | 41° 35′ 43″ N, 1° 54′ 53″ E / 41.59537965°N,1.91474543°E 360 msnm             |           | Polígon industrial Can Torrella | Modifica les dades a Wikidata |
|        | Torreblanca I                   | Vacarisses | entitat singular de població                                                   | 1138 hab | 41° 35′ 56″ N, 1° 55′ 15″ E / 41.59880429°N,1.92069979°E 410 msnm             |           |                                 | Modifica les dades a Wikidata |
|        | Torreblanca II                  | Vacarisses | entitat singular de població                                                   | 944 hab  | 41° 35′ 23″ N, 1° 55′ 09″ E / 41.58978179°N,1.91905044°E 353 msnm             |           |                                 | Modifica les dades a Wikidata |
|        | Vacarisses                      | Vacarisses | entitat singular de població capital municipal ens local històric de Catalunya | 953 hab  | 41° 36′ 21″ N, 1° 55′ 07″ E / 41.60589503°N,1.918738335°E 397.69 msnm         |           |                                 | Modifica les dades a Wikidata |
|        | el Fresno                       | Vacarisses | entitat singular de població                                                   | 80 hab   | 41° 36′ 57″ N, 1° 53′ 45″ E / 41.615707909483°N,1.8958438902308°E 255 msnm    |           |                                 | Modifica les dades a Wikidata |
|        | el Pau Gran                     | Vacarisses | entitat singular de població                                                   | 11 hab   | 41° 36′ 30″ N, 1° 54′ 05″ E / 41.608249°N,1.901282°E 313 msnm                 |           |                                 | Modifica les dades a Wikidata |
|        | el Raval del Palà               | Vacarisses | entitat singular de població                                                   | 410 hab  | 41° 36′ 17″ N, 1° 52′ 48″ E / 41.60467607°N,1.8801°E 250 msnm                 |           |                                 | Modifica les dades a Wikidata |
|        | el Ventaiol                     | Vacarisses | entitat singular de població                                                   | 716 hab  | 41° 36′ 31″ N, 1° 52′ 12″ E / 41.6085484307135°N,1.86989208287472°E 251 msnm  |           |                                 | Modifica les dades a Wikidata |
|        | els Caus                        | Vacarisses | entitat singular de població                                                   | 361 hab  | 41° 36′ 43″ N, 1° 57′ 09″ E / 41.61191295°N,1.95254087°E 619 msnm             |           |                                 | Modifica les dades a Wikidata |
|        | l'Eixample                      | Vacarisses | entitat singular de població                                                   | 348 hab  | 41° 35′ 46″ N, 1° 55′ 04″ E / 41.596101077068°N,1.9177759464479°E 364.04 msnm |           |                                 | Modifica les dades a Wikidata |
|        | la Colònia Gall                 | Vacarisses | entitat singular de població                                                   | 99 hab   | 41° 36′ 05″ N, 1° 54′ 03″ E / 41.601345062606°N,1.9008886880737°E 301 msnm    |           |                                 | Modifica les dades a Wikidata |
|        | la Coma                         | Vacarisses | entitat singular de població                                                   | 267 hab  | 41° 36′ 10″ N, 1° 54′ 33″ E / 41.60291°N,1.9092°E 345 msnm                    |           | La Coma (Vacarisses)            | Modifica les dades a Wikidata |
|        | la Farinera                     | Vacarisses | entitat singular de població                                                   | 27 hab   | 41° 37′ 14″ N, 1° 53′ 46″ E / 41.62053952°N,1.896010637°E 252.34 msnm         |           |                                 | Modifica les dades a Wikidata |

## església
| imatge | Nom                    | Ubicat a   | instància de     | Detalls               | coordenades                                                                                      | Protecció                   | Commons (més fotos)     | Dades a WD                    |
| ------ | ---------------------- | ---------- | ---------------- | --------------------- | ------------------------------------------------------------------------------------------------ | --------------------------- | ----------------------- | ----------------------------- |
|        | Sant Antoni            | Vacarisses | església capella |                       | 41° 37′ 19″ N, 1° 57′ 14″ E / 41.6219364169668°N,1.95399615303516°E ca:masia Casa Nova de l'Obac |                             |                         | Modifica les dades a Wikidata |
|        | Sant Pere i Sant Feliu | Vacarisses | església         | Estil: neoclassicisme | 41° 36′ 26″ N, 1° 55′ 03″ E / 41.607169°N,1.917566°E                                             | bé cultural d'interès local | Sant Pere de Vacarisses | Modifica les dades a Wikidata |

## estació de ferrocarril
| imatge | Nom                               | Ubicat a   | instància de           | Detalls | coordenades                                                                                         | Protecció | Commons (més fotos)                  | Dades a WD                    |
| ------ | --------------------------------- | ---------- | ---------------------- | ------- | --------------------------------------------------------------------------------------------------- | --------- | ------------------------------------ | ----------------------------- |
|        | Estació de Vacarisses             | Vacarisses | estació de ferrocarril | 1898    | 41° 36′ 07″ N, 1° 53′ 39″ E / 41.6019°N,1.89403°E ca:Urbanització de can Serra. Carrer de l'Estació |           | Vacarisses train station             | Modifica les dades a Wikidata |
|        | Estació de Vacarisses-Torreblanca | Vacarisses | estació de ferrocarril |         | 41° 35′ 13″ N, 1° 54′ 59″ E / 41.5869°N,1.91642°E Torreblanca                                       |           | Vacarisses-Torreblanca train station | Modifica les dades a Wikidata |

## font
| imatge | Nom               | Ubicat a   | instància de | Detalls | coordenades                                                                     | Protecció | Commons (més fotos) | Dades a WD                    |
| ------ | ----------------- | ---------- | ------------ | ------- | ------------------------------------------------------------------------------- | --------- | ------------------- | ----------------------------- |
|        | font de l'Orpina  | Vacarisses | font         |         | 41° 35′ 35″ N, 1° 54′ 03″ E / 41.59316°N,1.90077°E ca:Urbanització de can Serra |           |                     | Modifica les dades a Wikidata |
|        | font de la Saiola | Vacarisses | font         |         | 41° 38′ 07″ N, 1° 56′ 47″ E / 41.63513888888889°N,1.9463055555555555°E 460 msnm |           |                     | Modifica les dades a Wikidata |
|        | font del Lladre   | Vacarisses | font         |         | 41° 38′ 34″ N, 1° 57′ 25″ E / 41.64275°N,1.9569722222222223°E                   |           |                     | Modifica les dades a Wikidata |
|        | font del Solitari | Vacarisses | font         | 1946    | 41° 38′ 35″ N, 1° 57′ 46″ E / 41.643027777777775°N,1.9627777777777775°E         |           |                     | Modifica les dades a Wikidata |

## forn de calç
| imatge | Nom                                        | Ubicat a   | instància de | Detalls                     | coordenades | Protecció                                  | Commons (més fotos) | Dades a WD                    |
| ------ | ------------------------------------------ | ---------- | ------------ | --------------------------- | ----------- | ------------------------------------------ | ------------------- | ----------------------------- |
|        | Forn de calç del Solitari                  | Vacarisses | forn de calç | Estil: arquitectura popular |             | bé integrant del patrimoni cultural català |                     | Modifica les dades a Wikidata |
|        | Forn de calç torrent Obaga de Can Torrella | Vacarisses | forn de calç | Estil: arquitectura popular |             | bé integrant del patrimoni cultural català |                     | Modifica les dades a Wikidata |

## masia
| imatge | Nom                      | Ubicat a   | instància de | Detalls                                   | coordenades | Protecció                                  | Commons (més fotos)         | Dades a WD                    |
| ------ | ------------------------ | ---------- | ------------ | ----------------------------------------- | --- | ------------------------------------------ | --------------------------- | ----------------------------- |
|        | Ca l'Oliva               | Vacarisses | masia        |                                           | 41° 36′ 18″ N, 1° 53′ 59″ E / 41.604935800946°N,1.8996277044535°E |                                            |                             | Modifica les dades a Wikidata |
|        | Cal Domènech             | Vacarisses | masia        | Estil: arquitectura popular               | 41° 36′ 35″ N, 1° 54′ 56″ E / 41.609771°N,1.915494°E ca:C. Sant Ignasi, 6 377 msnm | bé integrant del patrimoni cultural català | Cal Domènech (Vacarisses)   | Modifica les dades a Wikidata |
|        | Cal Jepó                 | Vacarisses | masia        |                                           | 41° 36′ 37″ N, 1° 53′ 32″ E / 41.610269969175°N,1.8923362186601°E |                                            |                             | Modifica les dades a Wikidata |
|        | Can Cases                | Vacarisses | masia        |                                           | 41° 36′ 32″ N, 1° 54′ 34″ E / 41.6088944219975°N,1.90944214868193°E ca:Ctra. de la Bauma, km. 1,5 356 msnm                                                                                |                                            | Can Cases (Vacarisses)      | Modifica les dades a Wikidata |
|        | Can Còdol                | Vacarisses | masia        |                                           | 41° 37′ 20″ N, 1° 54′ 36″ E / 41.6221584619041°N,1.91003492123154°E ca:Al sector nord del terme, prop de la riera de Sanana                                                               |                                            |                             | Modifica les dades a Wikidata |
|        | Can Jan                  | Vacarisses | masia        |                                           | 41° 36′ 59″ N, 1° 51′ 57″ E / 41.616316351024°N,1.8658272574037°E |                                            |                             | Modifica les dades a Wikidata |
|        | Can Pau Gran             | Vacarisses | masia        |                                           | 41° 36′ 34″ N, 1° 53′ 54″ E / 41.609427074277°N,1.8983512544853°E |                                            |                             | Modifica les dades a Wikidata |
|        | Can Rovira               | Vacarisses | masia        |                                           | 41° 34′ 45″ N, 1° 57′ 38″ E / 41.5790308758306°N,1.96043480336545°E |                                            |                             | Modifica les dades a Wikidata |
|        | Can Torrella             | Vacarisses | masia        |                                           | 41° 35′ 11″ N, 1° 54′ 42″ E / 41.5864975025062°N,1.91173870049733°E ca:Prop de la plana de Torrella i de l'actual urbanització de Torreblanca 372 msnm                                    |                                            | Can Torrella (Vacarisses)   | Modifica les dades a Wikidata |
|        | Can Vives                | Vacarisses | masia        |                                           | 41° 36′ 54″ N, 1° 54′ 20″ E / 41.61489917444°N,1.9054594836775°E |                                            |                             | Modifica les dades a Wikidata |
|        | Collcardús               | Vacarisses | masia        |                                           | 41° 35′ 02″ N, 1° 56′ 39″ E / 41.5839164612774°N,1.9440409973239°E ca:Sector de Collcardús, a l'angle sud-est del terme municipal 446 msnm                                                |                                            | Collcardús                  | Modifica les dades a Wikidata |
|        | Mas de l'Obac Vell       | Vacarisses | masia        | Estil: arquitectura popular               | 41° 37′ 36″ N, 1° 57′ 24″ E / 41.626743°N,1.956649°E 41° 37′ 36″ N, 1° 57′ 24″ E / 41.62674°N,1.95665°E                                                                                   | bé cultural d'interès local                | Casa Vella de l'Obac        | Modifica les dades a Wikidata |
|        | Masia Nova de l'Obac     | Vacarisses | masia        | Estil: arquitectura popular               | 41° 37′ 18″ N, 1° 57′ 15″ E / 41.621666°N,1.95403°E | bé cultural d'interès local                | Casa de l'Obac (Vacarisses) | Modifica les dades a Wikidata |
|        | Masia Torreblanca        | Vacarisses | masia        | Estil: arquitectura popular               | 41° 35′ 49″ N, 1° 55′ 37″ E / 41.596845°N,1.926929°E | bé cultural d'interès local                |                             | Modifica les dades a Wikidata |
|        | Sanana                   | Vacarisses | masia        |                                           | 41° 37′ 10″ N, 1° 54′ 11″ E / 41.619379059927°N,1.9029831113037°E ca:Al sector nord del terme. Prop de la urbanització de la Farinera                                                     |                                            |                             | Modifica les dades a Wikidata |
|        | el Boixadell             | Vacarisses | masia        |                                           | 41° 35′ 22″ N, 1° 55′ 33″ E / 41.5895222434522°N,1.92592913233378°E ca:Sector del Boixadell, al sud-est de l'urbanització de Torreblanca.                                                 |                                            |                             | Modifica les dades a Wikidata |
|        | el Bovet                 | Vacarisses | masia        |                                           | 41° 36′ 07″ N, 1° 52′ 20″ E / 41.6020784155832°N,1.87234498453251°E ca:Zona del Palà, a l'altra banda de l'urbanització el Palà - can Xoles                                               |                                            |                             | Modifica les dades a Wikidata |
|        | el Casalot del Guinardeu | Vacarisses | masia        |                                           | 41° 36′ 14″ N, 1° 56′ 04″ E / 41.6038066695698°N,1.93454849265055°E |                                            |                             | Modifica les dades a Wikidata |
|        | el Castellet de Baix     | Vacarisses | masia        |                                           | 41° 35′ 46″ N, 1° 53′ 57″ E / 41.59612°N,1.89914°E ca:Prop dels plans de Castellet, entre les urbanitzacions de la colònia Gall i can Serra 303 msnm                                      |                                            | El Castellet de Baix        | Modifica les dades a Wikidata |
|        | el Castellet de Dalt     | Vacarisses | masia        |                                           | 41° 36′ 07″ N, 1° 54′ 14″ E / 41.6018249307735°N,1.90387322502953°E ca:Als plans de Castellet, prop de l'urbanització de la Coma 341 msnm                                                 |                                            | El Castellet de Dalt        | Modifica les dades a Wikidata |
|        | el Corto Pio             | Vacarisses | masia        |                                           | 41° 37′ 19″ N, 1° 55′ 16″ E / 41.6220737397832°N,1.92110376147571°E |                                            |                             | Modifica les dades a Wikidata |
|        | el Lleonard              | Vacarisses | masia        |                                           | 41° 37′ 05″ N, 1° 55′ 14″ E / 41.6181776590424°N,1.92056855557414°E |                                            |                             | Modifica les dades a Wikidata |
|        | el Mimó                  | Vacarisses | masia        |                                           | 41° 34′ 37″ N, 1° 54′ 49″ E / 41.5768511744584°N,1.91367597020447°E ca:Al pla del Mimó, sector sud del terme.                                                                             |                                            |                             | Modifica les dades a Wikidata |
|        | el Palà                  | Vacarisses | masia        |                                           | 41° 36′ 30″ N, 1° 52′ 15″ E / 41.608258720978°N,1.8707688119393°E |                                            |                             | Modifica les dades a Wikidata |
|        | els Cupots               | Vacarisses | masia        |                                           | 41° 36′ 26″ N, 1° 56′ 33″ E / 41.6072565085652°N,1.94236436357625°E |                                            |                             | Modifica les dades a Wikidata |
|        | l'Alzina                 | Vacarisses | masia        | Estil: arquitectura popular               | 41° 37′ 41″ N, 1° 54′ 51″ E / 41.628056°N,1.914167°E 415 msnm |                                            |                             | Modifica les dades a Wikidata |
|        | l'Hospici                | Vacarisses | masia        |                                           | 41° 35′ 25″ N, 1° 53′ 03″ E / 41.590376627885°N,1.8842780011477°E |                                            |                             | Modifica les dades a Wikidata |
|        | l'Orpina                 | Vacarisses | masia        |                                           | 41° 35′ 29″ N, 1° 54′ 05″ E / 41.5913446385466°N,1.90145898594551°E ca:Prop de l'urbanització de can Serra, entre la carretera Terrassa-Manresa i la via del tren. 325 msnm               |                                            | L'Orpina                    | Modifica les dades a Wikidata |
|        | la Calsina               | Vacarisses | masia        | Estil: arquitectura popular Estat: ruïnós | 41° 38′ 11″ N, 1° 57′ 26″ E / 41.6363237578117°N,1.95730541674224°E ca:Parc Natural de Sant Llorenç. Accés per camí des de la casa Vella de l'Obac, o des de Font de la Portella 554 msnm |                                            | La Calcina (Vacarisses)     | Modifica les dades a Wikidata |
|        | la Rectoria Vella        | Vacarisses | masia        |                                           | 41° 36′ 23″ N, 1° 54′ 49″ E / 41.6063661007677°N,1.91352899549789°E |                                            |                             | Modifica les dades a Wikidata |
|        | les Comelles             | Vacarisses | masia        |                                           | 41° 36′ 40″ N, 1° 52′ 58″ E / 41.611077613437°N,1.8827211741774°E |                                            |                             | Modifica les dades a Wikidata |
|        | les Vendranes            | Vacarisses | masia        |                                           | 41° 37′ 00″ N, 1° 55′ 35″ E / 41.6167904758715°N,1.92632899104072°E ca:A la part nord el terme de Vacarisses                                                                              |                                            |                             | Modifica les dades a Wikidata |

## mina
| imatge | Nom                     | Ubicat a   | instància de | Detalls | coordenades | Protecció | Commons (més fotos) | Dades a WD                    |
| ------ | ----------------------- | ---------- | ------------ | ------- | --- | --------- | ------------------- | ----------------------------- |
|        | Mina dels Morts         | Vacarisses | mina         | 1857    | 41° 34′ 32″ N, 1° 55′ 14″ E / 41.57553°N,1.92063°E ca:Al límit sud del terme, prop de la Pedrera del Mimó                |           |                     | Modifica les dades a Wikidata |
|        | Mina llarga de Torrella | Vacarisses | mina         | 1857    | 41° 35′ 20″ N, 1° 54′ 36″ E / 41.58877°N,1.91012°E ca:Prop de la masia de can Torella i de l'urbanització de Torreblanca |           |                     | Modifica les dades a Wikidata |

## molí d'aigua
| imatge | Nom                       | Ubicat a   | instància de | Detalls | coordenades | Protecció                   | Commons (més fotos) | Dades a WD                    |
| ------ | ------------------------- | ---------- | ------------ | ------- | --- | --------------------------- | ------------------- | ----------------------------- |
|        | Molí de l'Orpina          | Vacarisses | molí d'aigua |         | 41° 35′ 34″ N, 1° 53′ 50″ E / 41.59271°N,1.89725°E ca:A la riera de Palà, prop de la urbanització de can Serra |                             |                     | Modifica les dades a Wikidata |
|        | Molí fariner de Can Còdol | Vacarisses | molí d'aigua |         | 41° 37′ 14″ N, 1° 54′ 36″ E / 41.6204383864907°N,1.91006388882505°E                                            | bé cultural d'interès local |                     | Modifica les dades a Wikidata |

## muntanya
| imatge | Nom                            | Ubicat a                                        | instància de    | Detalls | coordenades                                                                               | Protecció | Commons (més fotos)               | Dades a WD                    |
| ------ | ------------------------------ | ----------------------------------------------- | --------------- | ------- | ----------------------------------------------------------------------------------------- | --------- | --------------------------------- | ----------------------------- |
|        | Cap del Ros                    | Viladecavalls Vacarisses                        | muntanya        |         | 41° 34′ 35″ N, 1° 56′ 02″ E / 41.5763385712°N,1.93396849589°E 635 msnm                    |           | Turó del Ros                      | Modifica les dades a Wikidata |
|        | Castellsapera                  | Vacarisses Terrassa                             | muntanya        |         | 41° 38′ 40″ N, 1° 58′ 15″ E / 41.6445253816°N,1.97087419147°E 939 msnm                    |           | Castellsapera                     | Modifica les dades a Wikidata |
|        | Cingle Gros                    | Vacarisses                                      | muntanya cingle |         | 41° 36′ 34″ N, 1° 55′ 09″ E / 41.609568°N,1.919246°E 526 msnm                             |           | Cingle Gros (Vacarisses)          | Modifica les dades a Wikidata |
|        | Cul de Portadora               | Monistrol de Montserrat Esparreguera Vacarisses | muntanya        |         | 41° 35′ 32″ N, 1° 51′ 48″ E / 41.5923°N,1.86344°E 461 msnm                                |           | Cul de Portadora                  | Modifica les dades a Wikidata |
|        | Puig Ventós                    | Olesa de Montserrat Vacarisses                  | muntanya        |         | 41° 34′ 19″ N, 1° 54′ 20″ E / 41.572029°N,1.905512°E 606 msnm                             |           | Puig Ventós (Olesa de Montserrat) | Modifica les dades a Wikidata |
|        | Puig de l'Hospici              | Esparreguera Vacarisses                         | muntanya        |         | 41° 35′ 00″ N, 1° 53′ 22″ E / 41.5834°N,1.88939°E 517 msnm                                |           | Puig de l'Hospici                 | Modifica les dades a Wikidata |
|        | Roca Salvatge                  | Vacarisses                                      | muntanya        |         | 41° 38′ 17″ N, 1° 57′ 45″ E / 41.638083333333334°N,1.9625°E 774.7 msnm                    |           | Roca Salvatge                     | Modifica les dades a Wikidata |
|        | Tossal de l'Àliga              | Vacarisses Terrassa                             | muntanya        |         | 41° 38′ 04″ N, 1° 58′ 09″ E / 41.6344°N,1.96928°E 842.2 msnm                              |           |                                   | Modifica les dades a Wikidata |
|        | Turó de Cardús                 | Vacarisses                                      | muntanya        |         | 41° 35′ 30″ N, 1° 56′ 32″ E / 41.5916°N,1.94231°E 572.1 msnm                              |           | Turó de Cardús                    | Modifica les dades a Wikidata |
|        | Turó de la Carlina             | Vacarisses Terrassa                             | muntanya        |         | 41° 38′ 07″ N, 1° 58′ 37″ E / 41.6354°N,1.97681°E 931.3 msnm                              |           | Turó de la Carlina                | Modifica les dades a Wikidata |
|        | Turó de la Mamella             | Vacarisses Terrassa                             | muntanya        |         | 41° 37′ 44″ N, 1° 57′ 45″ E / 41.6289°N,1.9625°E 806 msnm                                 |           |                                   | Modifica les dades a Wikidata |
|        | Turó de les Guixeres           | Viladecavalls Vacarisses                        | muntanya        |         | 41° 34′ 48″ N, 1° 56′ 54″ E / 41.57993°N,1.948392°E 573 msnm                              |           | Turó de les Guixeres              | Modifica les dades a Wikidata |
|        | agulla de l'Ós                 | Vacarisses                                      | muntanya        |         | 41° 38′ 17″ N, 1° 57′ 45″ E / 41.638083°N,1.9625°E                                        |           | Agulla de l'Ós (Vacarisses)       | Modifica les dades a Wikidata |
|        | el Paller de Tot l'Any         | Rellinars Vacarisses                            | muntanya        |         | 41° 38′ 30″ N, 1° 57′ 30″ E / 41.641536°N,1.958449°E 817 msnm                             |           | El Paller de Tot l'Any            | Modifica les dades a Wikidata |
|        | turó de la Barraca d'en Manoix | Vacarisses                                      | muntanya        |         | 41° 36′ 28″ N, 1° 55′ 31″ E / 41.607779°N,1.92531°E 592.9 msnm                            |           | Turó de la Barraca d'en Manoix    | Modifica les dades a Wikidata |
|        | turó de la Socarrada           | Esparreguera Vacarisses                         | muntanya        |         | 41° 35′ 07″ N, 1° 52′ 51″ E / 41.58525°N,1.88083333°E ca:Camí del Tossal Rodó. 518.6 msnm |           | Turó de la Socarrada              | Modifica les dades a Wikidata |
|        | turó del Roure del Vent        | Vacarisses                                      | muntanya        |         | 41° 35′ 14″ N, 1° 53′ 12″ E / 41.587171°N,1.886741°E 510.4 msnm                           |           | Turó del Roure del Vent           | Modifica les dades a Wikidata |

## nucli de població
| imatge | Nom                      | Ubicat a                     | instància de                                           | Detalls | coordenades                                                                | Protecció | Commons (més fotos)      | Dades a WD                    |
| ------ | ------------------------ | ---------------------------- | ------------------------------------------------------ | ------- | -------------------------------------------------------------------------- | --------- | ------------------------ | ----------------------------- |
|        | Can Serra i l'Estació    | Can Serra Vacarisses         | nucli de població nucli d'entitat singular de població | 538 hab | 41° 36′ 03″ N, 1° 53′ 33″ E / 41.60078769°N,1.89246708°E 265 msnm          |           |                          | Modifica les dades a Wikidata |
|        | Can Xoles del Palà       | Vacarisses el Raval del Palà | nucli de població nucli d'entitat singular de població | 99 hab  | 41° 36′ 23″ N, 1° 52′ 36″ E / 41.606516409174°N,1.8767995375656°E 244 msnm |           |                          | Modifica les dades a Wikidata |
|        | Raval del Bonaire        | Camí de la Creu Vacarisses   | nucli de població nucli d'entitat singular de població | 17 hab  | 41° 36′ 16″ N, 1° 51′ 58″ E / 41.60448861°N,1.866098642°E 247.026 msnm     |           |                          | Modifica les dades a Wikidata |
|        | Torreblanca              | Vacarisses                   | nucli de població urbanització                         |         | 41° 35′ 34″ N, 1° 55′ 28″ E / 41.5928504689334°N,1.92449415284285°E        |           | Torreblanca (Vacarisses) | Modifica les dades a Wikidata |
|        | el Raval de Can Franc    | Camí de la Creu Vacarisses   | nucli de població nucli d'entitat singular de població | 5 hab   | 41° 36′ 15″ N, 1° 52′ 17″ E / 41.6040594°N,1.871387959°E 204.045 msnm      |           |                          | Modifica les dades a Wikidata |
|        | l'Estació                | Can Serra Vacarisses         | nucli de població nucli d'entitat singular de població | 25 hab  | 41° 36′ 07″ N, 1° 53′ 42″ E / 41.60183093°N,1.89511325°E 283 msnm          |           |                          | Modifica les dades a Wikidata |
|        | la Carena Llarga         | Vacarisses Torreblanca II    | nucli de població nucli d'entitat singular de població | 317 hab | 41° 35′ 46″ N, 1° 55′ 56″ E / 41.596235706221°N,1.932172257624°E 390 msnm  |           |                          | Modifica les dades a Wikidata |
|        | les Comelles del Palà II | el Raval del Palà Vacarisses | nucli de població nucli d'entitat singular de població | 54 hab  | 41° 36′ 43″ N, 1° 53′ 20″ E / 41.61183474°N,1.88875258°E 256 msnm          |           |                          | Modifica les dades a Wikidata |

## pont
| imatge | Nom                              | Ubicat a   | instància de | Detalls                                                                   | coordenades | Protecció | Commons (més fotos) | Dades a WD                    |
| ------ | -------------------------------- | ---------- | ------------ | ------------------------------------------------------------------------- | --- | --------- | ------------------- | ----------------------------- |
|        | Pont del Mimó                    | Vacarisses | pont         |                                                                           | 41° 34′ 33″ N, 1° 55′ 11″ E / 41.5759366398953°N,1.91985680478757°E                                                          |           |                     | Modifica les dades a Wikidata |
|        | Viaducte de la riera de la Torre | Vacarisses | pont         | 20th century Hi passa: línia Barcelona-Manresa-Lleida-Almacelles línia R4 | 41° 34′ 52″ N, 1° 55′ 20″ E / 41.58119°N,1.92213°E ca:Al sud del terme municipal, més avall de l'urbanització de Torreblanca |           |                     | Modifica les dades a Wikidata |
|        | la Mina de Can Torrella          | Vacarisses | pont         |                                                                           | 41° 35′ 23″ N, 1° 54′ 25″ E / 41.5897387112011°N,1.90684918754837°E                                                          |           |                     | Modifica les dades a Wikidata |

## pou
| imatge | Nom                | Ubicat a   | instància de | Detalls      | coordenades                                                                                         | Protecció                   | Commons (més fotos) | Dades a WD                    |
| ------ | ------------------ | ---------- | ------------ | ------------ | --------------------------------------------------------------------------------------------------- | --------------------------- | ------------------- | ----------------------------- |
|        | Pou de Ca la Quima | Vacarisses | pou          | 20th century | 41° 36′ 28″ N, 1° 55′ 03″ E / 41.607719°N,1.917467°E ca:C. Alfons Sala - carreró de la Font del Pou | bé cultural d'interès local | Pou de Ca la Quima  | Modifica les dades a Wikidata |
|        | Pou de cal Jepó    | Vacarisses | pou          |              | 41° 36′ 40″ N, 1° 53′ 37″ E / 41.61125°N,1.8936°E ca:A cal Jepó (prop de l'urbanització del Fresno) |                             |                     | Modifica les dades a Wikidata |

## pou de neu
| imatge | Nom                        | Ubicat a   | instància de | Detalls                     | coordenades                                          | Protecció                   | Commons (més fotos) | Dades a WD                    |
| ------ | -------------------------- | ---------- | ------------ | --------------------------- | ---------------------------------------------------- | --------------------------- | ------------------- | ----------------------------- |
|        | Pou de glaç de l'Estepar   | Vacarisses | pou de neu   |                             |                                                      | bé cultural d'interès local |                     | Modifica les dades a Wikidata |
|        | Pou de glaç de l'Obac Vell | Vacarisses | pou de neu   | Estil: arquitectura popular | 41° 37′ 42″ N, 1° 57′ 34″ E / 41.628362°N,1.959372°E | bé cultural d'interès local |                     | Modifica les dades a Wikidata |

## serra
| imatge | Nom                       | Ubicat a                                                                      | instància de | Detalls | coordenades                                                                                            | Protecció             | Commons (més fotos)   | Dades a WD                    |
| ------ | ------------------------- | ----------------------------------------------------------------------------- | ------------ | ------- | --- | --------------------- | --------------------- | ----------------------------- |
|        | Alts de la Pepa           | Terrassa Vacarisses                                                           | serra        |         | 41° 37′ 36″ N, 1° 57′ 31″ E / 41.6268°N,1.95856°E 730.2 msnm                                           |                       |                       | Modifica les dades a Wikidata |
|        | Carena de Torrella        | Vacarisses                                                                    | serra        |         | 41° 34′ 45″ N, 1° 54′ 30″ E / 41.57919444°N,1.90833333°E 438.4 msnm                                    |                       | Carena de Torrella    | Modifica les dades a Wikidata |
|        | Carena des Roure Monjo    | Vacarisses                                                                    | serra        |         | 41° 36′ 34″ N, 1° 56′ 18″ E / 41.60944444°N,1.93825°E 576.3 msnm                                       |                       |                       | Modifica les dades a Wikidata |
|        | Sant Llorenç del Munt     | Sant Llorenç Savall Mura Matadepera Vacarisses Castellar del Vallès Rellinars | serra        |         | 41° 38′ 38″ N, 2° 01′ 23″ E / 41.643778°N,2.023045°E                                                   | bé d'interès cultural | Sant Llorenç del Munt | Modifica les dades a Wikidata |
|        | Serra de Cardús           | Vacarisses                                                                    | serra        |         | 41° 35′ 22″ N, 1° 56′ 38″ E / 41.5894°N,1.94378°E 583.9 msnm                                           |                       | Serra de Cardús       | Modifica les dades a Wikidata |
|        | serra de Collcardús       | Vacarisses Viladecavalls                                                      | serra        |         | 41° 34′ 35″ N, 1° 56′ 02″ E / 41.5764°N,1.93394°E ca:Sector sud-est del terme de Vacarisses 639.7 msnm |                       | Serra de Collcardús   | Modifica les dades a Wikidata |
|        | serra de Cul de Portadora | Monistrol de Montserrat Vacarisses                                            | serra        |         | 41° 36′ 04″ N, 1° 51′ 44″ E / 41.6011°N,1.86236°E 461.3 msnm                                           |                       |                       | Modifica les dades a Wikidata |
|        | serra de l'Hospici        | Esparreguera Vacarisses                                                       | serra        |         | 41° 35′ 20″ N, 1° 52′ 42″ E / 41.589°N,1.87842°E 518.6 msnm                                            |                       |                       | Modifica les dades a Wikidata |
|        | serra dels Cupots         | Vacarisses                                                                    | serra        |         | 41° 35′ 57″ N, 1° 56′ 32″ E / 41.59911111°N,1.94216667°E 533 msnm                                      |                       |                       | Modifica les dades a Wikidata |
|        | serrat dels Ginebres      | Rellinars Vacarisses                                                          | serra        |         | 41° 37′ 48″ N, 1° 56′ 35″ E / 41.63°N,1.94306°E 615.6 msnm                                             |                       |                       | Modifica les dades a Wikidata |

## vèrtex geodèsic
| imatge | Nom               | Ubicat a   | instància de    | Detalls   | coordenades                                                       | Protecció | Commons (més fotos) | Dades a WD                    |
| ------ | ----------------- | ---------- | --------------- | --------- | ----------------------------------------------------------------- | --------- | ------------------- | ----------------------------- |
|        | Puig de l'Hospici | Vacarisses | vèrtex geodèsic | Alt: 1.2m | 41° 35′ 00″ N, 1° 53′ 22″ E / 41.583323°N,1.889407°E 517.673 msnm |           |                     | Modifica les dades a Wikidata |
|        | Turó d'En Ros     | Vacarisses | vèrtex geodèsic | Alt: 1.2m | 41° 34′ 35″ N, 1° 56′ 02″ E / 41.576334°N,1.933959°E 638.834 msnm |           |                     | Modifica les dades a Wikidata |

## Misc
| imatge | Nom                             | Ubicat a                       | instància de                         | Detalls                                                           | coordenades | Protecció                                            | Commons (més fotos)            | Dades a WD                    |
| ------ | ------------------------------- | ------------------------------ | ------------------------------------ | ----------------------------------------------------------------- | --- | ---------------------------------------------------- | ------------------------------ | ----------------------------- |
|        | Castell de Vacarisses           | Vacarisses                     | castell                              |                                                                   | 41° 36′ 28″ N, 1° 55′ 05″ E / 41.607663°N,1.918045°E ca:Carrer Major, 3                                                     | bé d'interès cultural bé cultural d'interès nacional | Castell de Vacarisses          | Modifica les dades a Wikidata |
|        | Cova dels Lladres               | Vacarisses                     | cova                                 |                                                                   | |                                                      |                                | Modifica les dades a Wikidata |
|        | Pedra de la Bossa               | Vacarisses                     | indret                               |                                                                   | 41° 34′ 43″ N, 1° 54′ 00″ E / 41.57849°N,1.89989°E 462 msnm                                                                 |                                                      | Pedra de la Bossa              | Modifica les dades a Wikidata |
|        | Pedrera del Mimó                | Vacarisses                     | pedrera                              |                                                                   | 41° 34′ 24″ N, 1° 55′ 25″ E / 41.57344630555556°N,1.9237231944444444°E serra de Collcardús 320 msnm                         |                                                      | Pedrera del Mimó               | Modifica les dades a Wikidata |
|        | Túnel de Collcardús             | Vacarisses                     | túnel                                |                                                                   | 41° 35′ 00″ N, 1° 56′ 36″ E / 41.5834136482563°N,1.94323342468794°E                                                         |                                                      |                                | Modifica les dades a Wikidata |
|        | Túnel de la riera de la Torre   | Vacarisses                     | túnel ferroviari                     | 1857 Hi passa: línia Barcelona-Manresa-Lleida-Almacelles línia R4 | 41° 35′ 04″ N, 1° 55′ 17″ E / 41.58434°N,1.92128°E ca:Al sud de l'urbanització de Torreblanca, prop de la riera de la Torre |                                                      |                                | Modifica les dades a Wikidata |
|        | bòbila del Clot de Torroella    | Vacarisses                     | bòbila                               | 1857 Estat: abandonat                                             | 41° 35′ 09″ N, 1° 55′ 03″ E / 41.585776°N,1.917536°E ca:Prop de la urbanització de Torreblanca                              |                                                      |                                | Modifica les dades a Wikidata |
|        | camí vell d'Olesa a Vacarisses  | Olesa de Montserrat Vacarisses | camí                                 |                                                                   | 41° 33′ 24″ N, 1° 53′ 26″ E / 41.556707°N,1.890684°E ca:Zona nord-oest del terme d'Olesa de Montserrat                      |                                                      | Camí vell d'Olesa a Vacarisses | Modifica les dades a Wikidata |
|        | casa consistorial de Vacarisses | Vacarisses                     | casa consistorial                    |                                                                   | 41° 36′ 21″ N, 1° 55′ 08″ E / 41.6059056°N,1.9188583°E                                                                      |                                                      | Casa de la Vila de Vacarisses  | Modifica les dades a Wikidata |
|        | la Torrota                      | Vacarisses                     | torre de sentinella                  | Estil: arquitectura romànica                                      | 41° 36′ 36″ N, 1° 54′ 28″ E / 41.610035°N,1.907721°E ca:Afores del poble, dalt de la carena                                 | bé d'interès cultural bé cultural d'interès nacional | La Torrota (Vacarisses)        | Modifica les dades a Wikidata |
|        | les Comelles del Palà I         | el Raval del Palà Vacarisses   | nucli d'entitat singular de població | 254 hab                                                           | 41° 36′ 44″ N, 1° 53′ 00″ E / 41.61215761°N,1.883468628°E 221 msnm                                                          |                                                      |                                | Modifica les dades a Wikidata |